# White Cyclone
White Cyclone was een houten achtbaan in het Japanse attractiepark Nagashima Spa Land gelegen in de Mie prefectuur.

## Algemene informatie
White Cyclone was de op 2 na langste geopende houten achtbaan na Voyage in Holiday World en The Beast in Kings Island. Son Of Beast in Kings Island is ook langer dan White Cyclone maar komt niet voor op de recordhouderslijst aangezien de achtbaan gesloten is.
De White Cyclone is de tweede houten achtbaan gebouwd in Japan nadat Japan de bouwnormen voor houten constructies versoepeld had.
In Januari 2018 werd de achtbaan gesloten voor een renovatie die gedaan wordt door Rocky Mountain Construction. De baan zal worden omgebouwd tot een Hybride achtbaan.